# Pasaporte ruso

Pasaporte biométrico ruso.

El pasaporte ruso (en ruso: Заграничный паспорт гражданина Российской Федерации, trad. Pasaporte extranjero de ciudadano de la Federación de Rusia) es un documento emitido por el Ministerio del Interior para los ciudadanos rusos para viajes internacionales. Este pasaporte ruso externo es distinto del pasaporte ruso interno, que es un documento de identidad obligatorio para viajes e identificación dentro de Rusia. Los ciudadanos rusos deben usar sus pasaportes rusos al salir o ingresar a Rusia, a menos que viajen hacia/desde un país donde la identificación interna rusa se reconoce como un documento de viaje válido.
Después de la desintegración de la Unión Soviética en 1991, el pasaporte de la Unión Soviética continuó emitiéndose hasta 1997 con una validez de 5 años, cuando se sabe que se emitió el primer pasaporte ruso moderno. La primera versión de los pasaportes emitidos en 1997 fue escrita a mano. Los pasaportes emitidos entre 2000 y 2010 eran pasaportes legibles por máquina, tenían una validez de 5 años e incluían 36 páginas. En 2006, Rusia emitió los primeros pasaportes biométricos legibles por máquina y en 2010, el diseño de los pasaportes biométricos se modificó para incluir 46 páginas y tener una validez de 10 años.
Además de los pasaportes regulares, hay dos tipos de pasaportes especiales para viajar al extranjero: pasaportes diplomáticos y pasaportes de servicio (emitidos a empleados gubernamentales en el extranjero por asuntos oficiales).

## Historia

### Imperio ruso
Los extranjeros que llegaban a Rusia se enfrentaron a diversas restricciones durante el período zarista; los magistrados fronterizos podían permitir que los extranjeros pasaran dentro del estado solo con el permiso del gobierno superior. Durante la época de la Inestabilidad, para poder viajar dentro del país se introdujeron las llamadas cartas de viaje (en ruso, проезжие грамоты), principalmente con fines de control policial. Pedro I, mediante el decreto de 30 de octubre de 1719, declaró su obligatoriedad para viajar, a raíz de la imposición el servicio militar obligatorio y del impuesto de capitación. En 1724, para evitar la posibilidad de evadir el pago del impuesto de capitación, se establecieron reglas especiales sobre ausencias de los campesinos.
La ley del 10 de junio de 1902 el reglamento sobre permisos de residencia del 3 de junio de 1894 se extendió al Zarato de Polonia y el Gran Ducado de Finlandia, con algunas modificaciones. Formado en 1902, el Comité sobre las necesidades de la industria agrícola se reconoce como deseable en los tipos de facilitar el movimiento de los trabajadores agrícolas, la simplificación de las regulaciones de pasaportes. Una reunión especial de las necesidades de la industria agrícola se ha encomendado al Ministro del Interior de la revisión de los estatutos sobre permisos de residencia, en el sentido de ahorrar para un pasaporte únicamente el valor de un documento de identidad. Elaborado sobre estos motivos en 1905, un nuevo proyecto de estatuto era un pasaporte para posponer su consideración hasta la convocatoria de la Duma Imperial de Rusia.

### República Socialista Federativa Soviética de Rusia

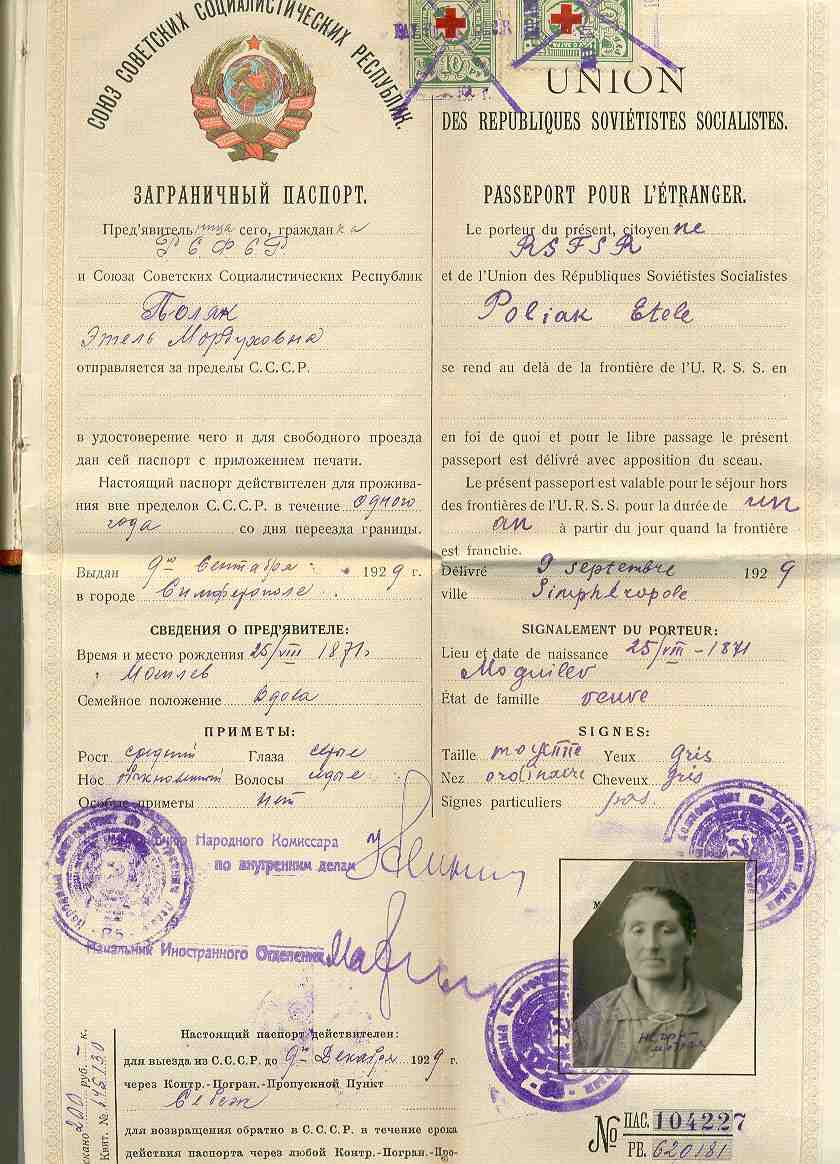
Pasaporte soviético externo, 1929.

Inmediatamente después de la Revolución Rusa, la República Rusa no siguió la emigración; muchos no estaban de acuerdo con el nuevo régimen, así que  que abandonaron el país desde 1917 hasta finales de la década de 1920. Durante ese período dejaron el país unas 8.000 personas, incluidos unos 500 científicos (a modo de comparación, en el período de 1989 a 2004, según diversas estimaciones de 25.000 a 80.000 científicos abandonaron el país). En 1922, en dos expediciones del llamado «barco filosófico» de Petrogrado a Szczecin y varios barcos del territorio de Ucrania y trenes de Moscú, por instrucciones personales de Lenin, fueron expulsados 225 intelectuales (filósofos Nikolái Berdiáyev, Iván Ilyín, Semión Frank (Semyon Frank) y Serguéi Bulgákov). De los emigrantes solo regresó una pequeña parte, como Marina Tsvetáyeva y Alekséi Tolstói.
A mediados de la década de 1930, el gobierno soviético selló las fronteras. Viajar a países capitalistas solo era posible para los empleados del Ministerio de Relaciones Exteriores, la nomenklatura y artistas seleccionados, mientras que la mayoría de los ciudadanos soviéticos comunes tenían la oportunidad de viajar solo a países socialistas con giras sindicales.
La tercera y última ola de emigración soviética coincidió con la ruptura de relaciones con Israel. El 10 de junio de 1968, el Comité Central recibió una carta conjunta a la dirección del Ministerio de Relaciones Exteriores y la KGB firmada por Andréi Gromiko y Yuri Andrópov a la propuesta de permitir que los judíos soviéticos emigraran del país. Como resultado, en la década de 1970 solo se habían ido unas 4.000 personas, muchas en contra de su voluntad.[cita requerida]
El 20 de mayo de 1991, pocos meses antes del colapso de la URSS, se adoptó la última ley soviética sobre la salida de ciudadanos al exterior, según la cual los ciudadanos podían salir a petición del Estado, organizaciones y empresas públicas o religiosas.

### Federación de Rusia
En 1993, se cancelaron las visas de salida y se permitió la libre emisión de pasaportes. El derecho a salir libremente del país fue consagrado en una ley de 1996. Los pasaportes con los símbolos de la Unión Soviética se expidieron a los ciudadanos de la Federación de Rusia hasta finales de 1997, para ser reemplazados por pasaportes rusos legibles por máquina. Los últimos pasaportes soviéticos emitidos tenían una fecha de caducidad a finales de 2002, unos 10 años después de la disolución del estado soviético. Desde 2001, los pasaportes rusos se emiten con un diseño que incluye el emblema de Rusia, un águila bicéfala.
En 2006, se introdujeron los pasaportes biométricos en Rusia. Desde 2009, en todas las regiones de Rusia hay puntos de emisión de pasaportes y visados de nueva generación (pasaportes que contienen medios electrónicos). Los datos de estos artículos vienen en un único centro de personalización. Después del 1 de marzo de 2010, el pasaporte biométrico tiene una validez de 10 años. Los datos del chip de los pasaportes rusos están protegidos por una tecnología de control de acceso BAC (control de acceso básico), que permite producir datos leídos solo después de ingresar el número de pasaporte, la fecha de nacimiento del titular y la fecha de vencimiento del pasaporte (generalmente por medio de reconocimiento de la zona legible por máquina del pasaporte), lo que excluye el acceso no autorizado a los datos del chip.
Los titulares de pasaportes de la Federación de Rusia emitidos en Crimea y Sebastopol después de su anexión de 2014 (territorio que es internacionalmente reconocido como parte de Ucrania ocupada por una potencia extranjera) no tienen pasaportes reconocidos por los Estados Unidos, y se les niegan visados del espacio Schengen, aunque los residentes de Crimea que tengan pasaportes biométricos ucranianos pueden visitar la UE sin visado. Canadá y los Estados Unidos tampoco reconocen los pasaportes que Rusia comenzó a emitir en 2019 a los ucranianos que habitan en la parte no controlada por el gobierno ucraniano de la cuenca del Donéts debido a la guerra del Donbás. También la Unión Europea estaba considerando su no reconocimiento.

## Descripción

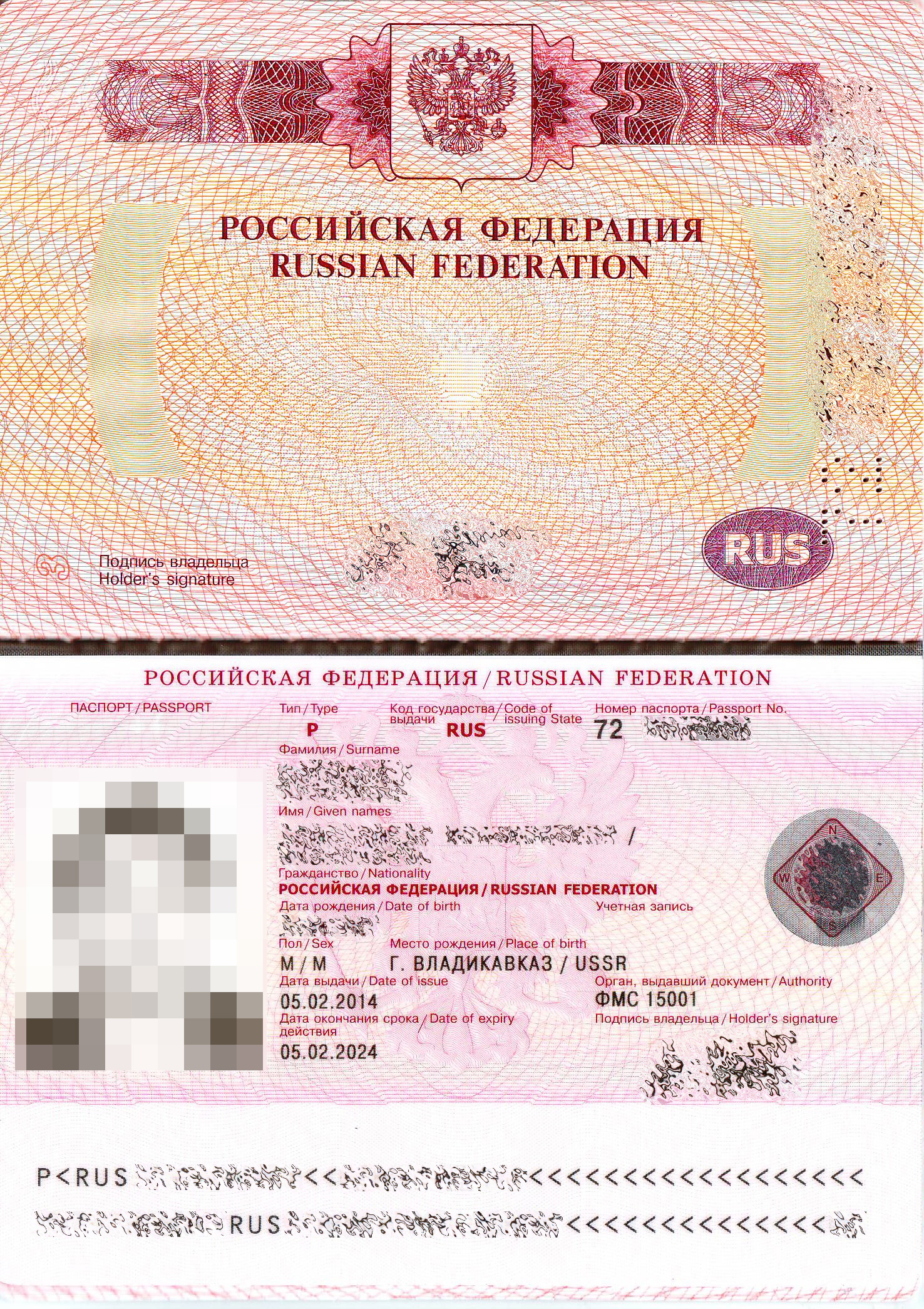
Página de datos y firma de un pasaporte internacional biométrico, 2014.

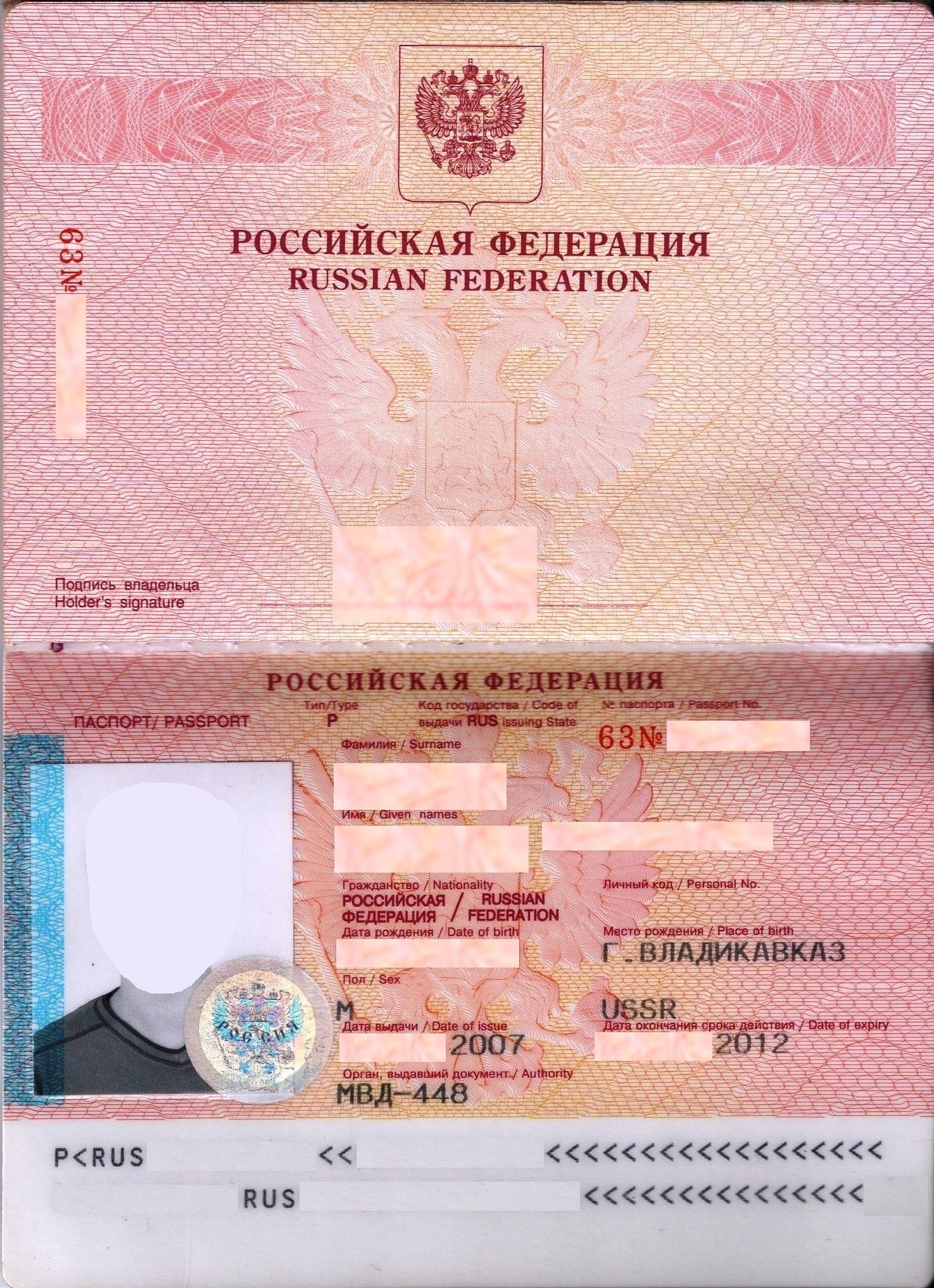
Página de datos y firma de un pasaporte internacional no biométrico, 2007.

Cada pasaporte tiene una página de datos y una página de firma. Una página de datos tiene una zona visual y una zona legible por máquina. La zona visual tiene una fotografía digitalizada del titular del pasaporte, datos sobre el pasaporte y datos sobre el titular del pasaporte.
Pasaporte biométrico (pasaporte electrónico): un pasaporte y documento de visa de nueva generación, que contiene los parámetros biométricos de su propietario, es decir, una característica física medible o un rasgo de comportamiento utilizado para reconocer a una persona, identificarla o verificar si es quien dice ser. A diferencia del pasaporte antiguo, este se emite por un período de 10 años.

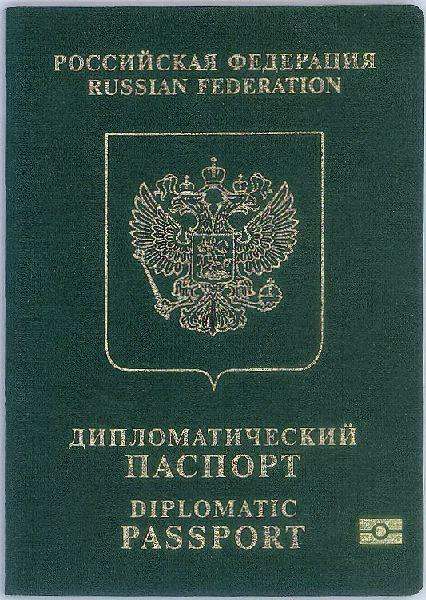
Pasaporte electrónico diplomático ruso.

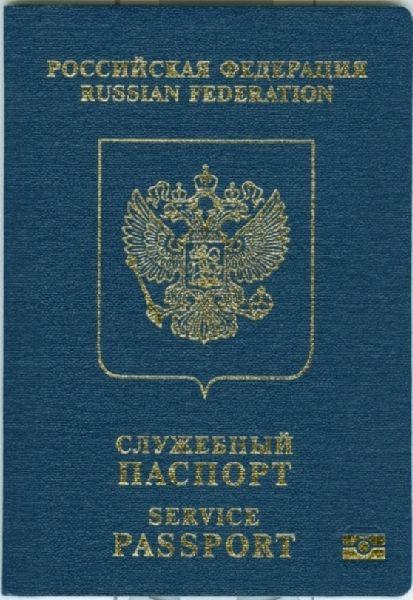
Pasaporte electrónico de servicio ruso.

## Tipos de pasaporte
- Regular (tapa roja)

Emisible para todos los ciudadanos de la Federación de Rusia. El período de validez es de 10 años a partir de la fecha de emisión.
- Diplomático (tapa verde)

Emisible para los diplomáticos rusos acreditados en el extranjero y sus dependientes elegibles, y para los ciudadanos que residen en la Federación Rusa y viajan al extranjero para realizar trabajos diplomáticos. Pasaporte emitido por el período de trabajo, pero no más de 10 años.
- Servicio (tapa azul)

Emisible para los funcionarios públicos federales y regionales rusos asignados al extranjero, sus dependientes elegibles, para los miembros del parlamento ruso que viajan al extranjero por asuntos oficiales y para los jueces de los Tribunales Supremo y Constitucional. También se otorga al personal militar cuando se despliega en el extranjero. Período de validez: duración del servicio, pero no superior a 10 años.
- Certificado de devolución

Emitible para ciudadanos rusos y nacionales en el extranjero, en circunstancias urgentes. Este documento es válido solo para devolución a la Federación de Rusia.

## Países y territorios a los que pueden entrar sin visado

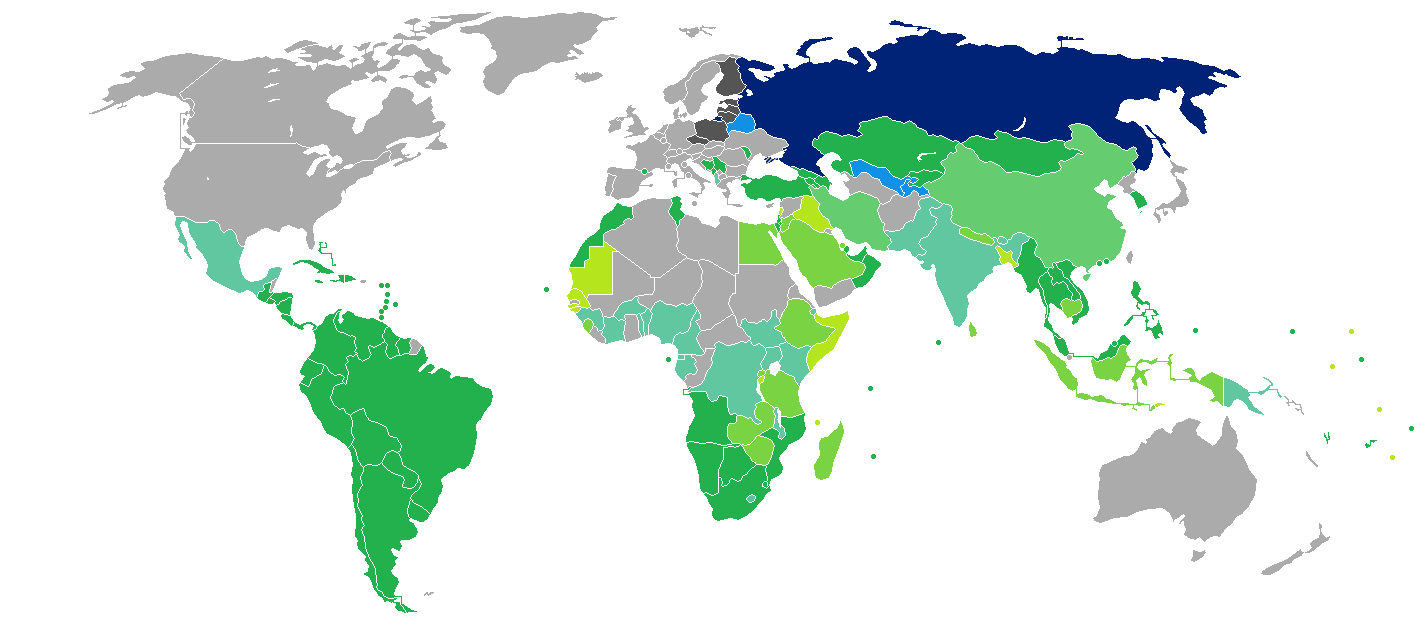
Países y territorios con entradas sin visado o con visado a la llegada para titulares de pasaportes rusos regulares
Rusia
Libre movimiento con pasaporte interno
Visa no requerida
Visa a la llegada
Autorización electrónica o pago en línea requerido/eVisa
Visa a la llegada o en línea
Visa requerida antes de la llegada
Admisión rechazada

Los ciudadanos rusos que posean el pasaporte ruso pueden entrar en los siguientes países y territorios sin visado:
- Brasil
- Mongolia
- Colombia
- Venezuela
- Argentina
- Bielorrusia
- Kazajistán
- Tayikistán
- Kirguistán
- Perú
- Ecuador
- Guyana
- Suriname
- Sudáfrica
- Cuba
- Guatemala
- Marruecos
- Tailandia
- Vietnam
- Turquía
- Ucrania
- Uzbekistán
- Corea del Sur
- Filipinas
- Malasia
- Namibia
- Botsuana
- Bolivia
- Chile
- Paraguay
- Uruguay
- Nicaragua
- Panamá
- Costa Rica
- Armenia
- Andorra
- Macedonia del Norte
- Montenegro
- Brunéi
- Taiwán
- Israel
- Catar
- El Salvador
- República Dominicana
- Haití
- Moldavia
- Túnez
- Omán
- Laos
- Serbia
- Bosnia
- Hong Kong
- Macao
- Bahamas
- Barbados
- Honduras
- Trinidad y Tobago
- Jamaica
- Maldivas
- Mauricio
- Seychelles
- Georgia
- Azerbaiyán
- Gambia
- Cabo Verde
- Antigua y Barbuda
- San Vicente y las Granadinas
- Emiratos Árabes Unidos
- Fiyi
- Vanuatu
- Santa Lucía